# دی‌ان‌ای پلیمراز
دی‌اِن‌اِی پلیمرازها (به انگلیسی: DNA Polymerase) یا دنا بسپاراز ، مولکول‌های دی‌ان‌ای را از زیرواحدهای دئوکسی ریبونوکلئوتید (dNTP)، سنتز می‌کنند. دی‌اِن‌اِی پلیمرازها بیشتر به خاطر نقشی که در همانندسازی دارند شناخته می‌شوند. به‌طور کلی دو نوع دی‌اِن‌اِی پلیمراز وجود دارد؛ دی‌اِن‌اِی پلیمرازهای وابسته به الگو و دی‌اِن‌اِی پلیمرازهای غیر وابسته به الگو.

دی‌ان‌ای پلی‌مراز در حال حرکت بر روی یک رشته دی‌ان‌ای

دستهٔ اول، رشتهٔ جدید دی‌ان‌ای را از روی یک رشتهٔ الگو (دی‌ان‌ای یا آران‌ای) سنتز می‌کنند و دستهٔ دوم برای سنتز رشتهٔ جدید، نیازی به الگو ندارند. آنزیم رونوشت‌بردار معکوس از دی‌ان‌ای پلیمرازهای وابسته به الگو است و دی‌ان‌ای را از روی آران‌ای الگو سنتز می‌کند.
دی‌اِن‌اِی پلیمراز بر روی دی‌ان‌ای حرکت می‌کند و با استفاده از نوکلئوتیدهای آزاد که در سیتوپلاسم وجود دارند هر نوکلئوتید را در مقابل نوکلئوتید مکمل خود قرار می‌دهد.
آنزیم دی‌اِن‌اِی پلیمراز توانایی دیگری نیز دارد و آن ویرایش است: در صورتی که نوکلئوتید اشتباهی به دی‌ان‌ای‌های دختر اضافه‌شود، یعنی مکمل نباشد، این آنزیم بازمی‌گردد و نوکلئوتید غلط را جدا و آن را با نوکلئوتید صحیح تعویض می‌کند.
دی‌اِن‌اِی پلیمراز در سال ۱۹۹۵ کشف شده‌است. این کشف مهم به فهم عمیق‌تری از فرایند همانندسازی، اصلاح خطا و رونوشت کرده‌است. این کشف همچنین به علم مدرن از طریق ممکن‌سازی استفاده از آن در فرایند واکنش زنجیره‌ای پلیمراز (PCR) کمک کرده‌است. اولین دی‌اِن‌اِی پلیمراز کشف شده، دی‌اِن‌اِی پلیمراز اشریشیا کُلای بوده‌است. این کشف توسط آرتور کورنبرگ و بقیهٔ اعضای تیمش اتفاق افتاد.

## نقش دی‌اِن‌اِی پلیمراز در فرایند همانندسازی
در فرایند همانندسازی دی‌ان‌ای دو آنزیم دی‌اِن‌اِی پلیمراز همزمان درگیر فعالیت هستند. یکی از آن‌ها درگیر عمل فرایندسازی در رشتهٔ پیشرو و دیگری در رشتهٔ پسرو است. پس از فرایند همانندسازی دو مولکول دی‌اِن‌اِی تولید می‌شود. در هر یک یکی از رشته‌ها از دی‌اِن‌اِی قبلی باقی مانده‌است تا اطلاعات به نسل بعد منتقل شوند و رشتهٔ دیگر توسط دی‌اِن‌اِی پلیمراز همانندسازی شده‌است. به این فرایند همانندسازی نیمه‌حفاظتی گفته می‌شود. دو ساختار گیرهٔ لغزنده (Sliding clamp) و بارکنندهٔ گیرهٔ لغزنده عملکرد دی‌اِن‌اِی پلیمراز را هدایت می‌کنند. دو گیرهٔ لغزنده رشته‌های دی‌اِن‌اِی را دربرمی‌گیرند و به کمک پروتئین‌هایی به نام Clamp loader complex محل مناسبی برای وصل شدن دی‌اِن‌اِی پلیمرازها ایجاد می‌کنند. دو رشتهٔ رو به روی هم در مارپیچ دی‌اِن‌اِی، جهت‌گیری‌های برعکس دارند. این جهت‌گیری با جهت‌گیری فسفات تعیین می‌شود. یکی از سر ۳' به ۵' و رشتهٔ دیگر از ۵' به ۳' است. دی‌اِن‌اِی پلیمراز فرایند ساخت دی‌اِن‌اِی را تنها می‌تواند از سر ۵' به ۳' انجام دهد. از آن‌جا که جهت‌گیری‌های رشته‌های رو به روی هم برعکس هستند، رشته‌ای که از سر ۳' به ۵' می‌تواند بدون وقفه همانندسازی شود و رشتهٔ پیشرو نام دارد. فرایند همانندسازی در رشتهٔ دیگر به صورت قطعات اکازاکی صورت می‌گیرد. در این رشته بارکنندهٔ گیرهٔ لغزنده باید گیره را به صورت مداوم جدا و به محل جدید متصل کند.
سرعت همانندسازی اولین بار در اشریشیا کُلای اندازه‌گیری شد. این سرعت در دمای ۳۷ درجه برابر با ۷۴۹ نوکلئوتید در هر ثانیه است.

## نقش دی‌اِن‌اِی پلیمراز در فرایند اصلاح خطا
در حین فرایند همانندسازی بعضی از نوکلئوتیدها ممکن است اشتباه جایگیری کنند. دی‌اِن‌اِی پلیمراز با فعالیت‌های اگزونوکلئاز (برون نوکلئاز) خطاها را از سر ۳' به ۵' اصلاح می‌کند. در فرایند همانندسازی خطا هر ۱۰^۴ یا ۱۰^۵ تا رخ می‌دهد. با فرایندهای اصلاح خطای انجام شده توسط دی‌ان‌ای پلیمراز، این میزان خطا به ۱۰^۸ تا ۱۰^۹ کاهش پیدا می‌کند.

### بررسی انواع دی‌ان‌ای پلیمراز در یوکاریوت‌ها
در یوکاریوت‌ها پنج نوع مختلف از دی‌ان‌ای پلیمرازها کشف شده‌اند: دی‌ان‌ای پلیمرازهای آلفا، بتا، دتا، اپسیلون و زتا. بین این پنج نوع، دی‌ان‌ای پلیمراز نوع آلفا در فرایند همانندسازی نقش دارد اما در فرایند بازبینی و اصلاح خطا نقشی ندارد. در اصلاح خطا با فرایند شکافت بخش آسیب‌دیدهٔ دی‌ان‌ای و انجام دوبارهٔ همانندسازی برای آن بخش، دی‌ان‌ای پلیمراز نوع بتا ایفای نقش می‌کند. دی‌ان‌ای پلیمرازهای دتا و اپسیلون هم در همانندسازی دوبارهٔ بخش حذف شدهٔ دی‌ان‌ای و همچنین اصلاح عدم تطابق‌ها فعالیت دارند. دی‌ان‌ای پلیمراز نوع زتا در کنار گذاشتن آسیب بدون شکاف دادن آن نقش دارد.